# Wiązki przewodzące

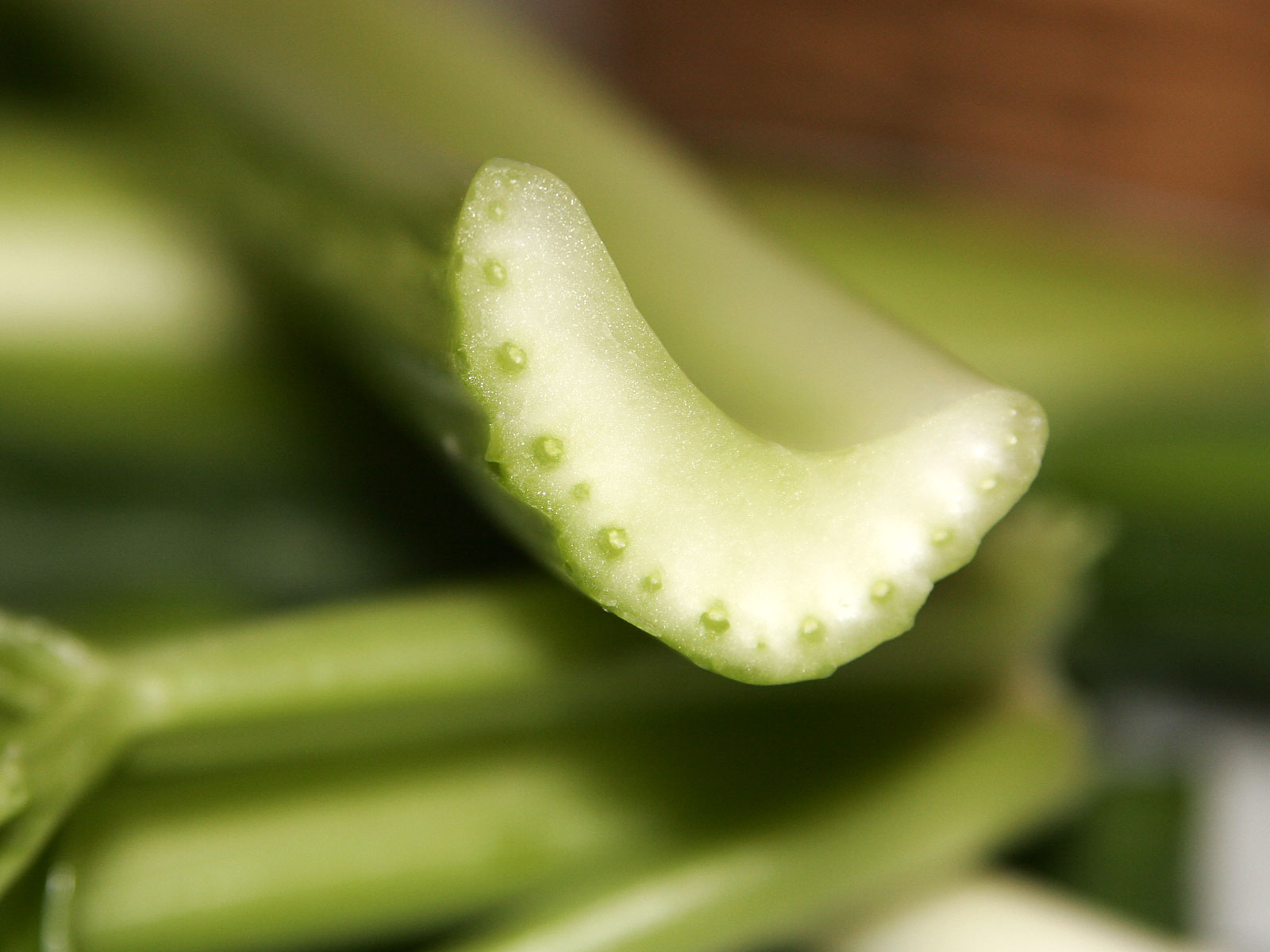
Wiązki przewodzące widoczne w przekroju poprzecznym ogonków liściowych selerów zwyczajnych

Wiązki przewodzące, wiązki łykodrzewne, wiązki sitowo-naczyniowe – pasma  tkanki przewodzącej u roślin naczyniowych, składające się z łyka i drewna. Ich system rozciąga się od korzeni do łodyg i liści. Łyko składa się z żywych komórek, jego zadaniem jest przewodzenie asymilatów od organów asymilujących do całej rośliny. Drewno składa się z komórek martwych i przewodzi wodne roztwory soli mineralnych od korzenia do liści, pełni ponadto funkcje wzmacniające.

## Rodzaje wiązek przewodzących
Układ drewna i łyka tworzących wiązkę przewodzącą może być różny. Wyróżniane są następujące rodzaje wiązek przewodzących:
- Kolateralne, składające się z pojedynczych pasm drewna i łyka. Łyko położone jest po stronie kory pierwotnej.
- Bikolateralne, składające się z dwóch pasm łyka przedzielonych pasmem drewna.
- Koncentryczne
  - hadrocentryczne, w których drewno otoczone jest łykiem,
  - leptocentryczne, w których łyko otoczone jest drewnem.

W niektórych wiązkach pomiędzy warstwą drewna i łyka pozostaje niezróżnicowane prokambium. Takie wiązki nazywane są wiązkami otwartymi. Jeśli całe prokambium uległo zróżnicowaniu w drewno i łyko wiązki nazywane są wiązkami zamkniętymi.

## Układ wiązek w organach

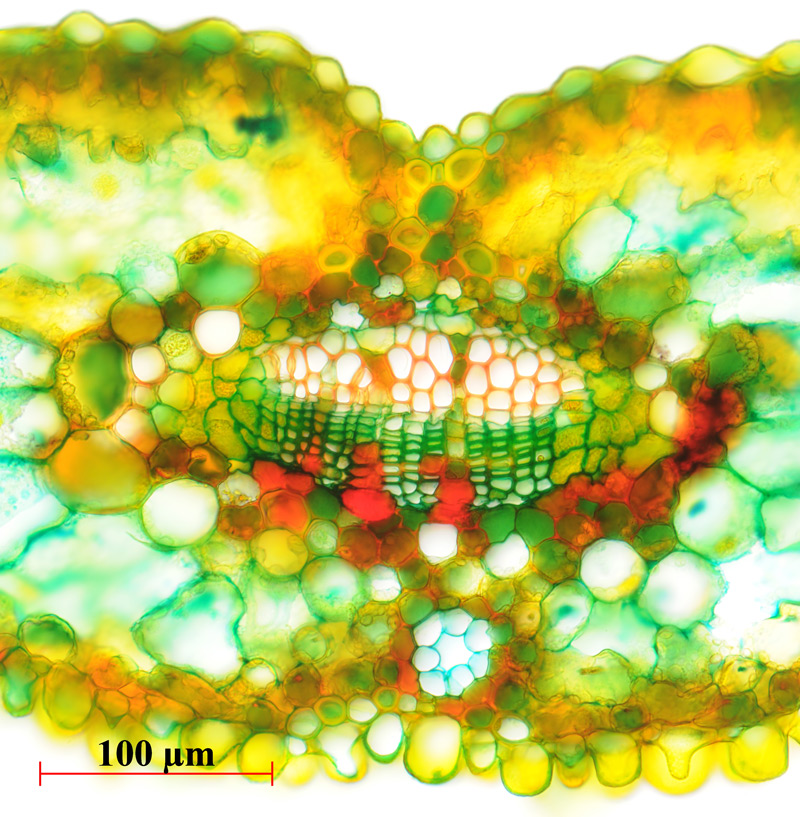
Przekrój wiązki przewodzącej w liściu Metasequoia glyptostroboides

W korzeniu układ łyka i drewna jest najczęściej naprzemianległy, a w łodydze naprzeciwległy. W liściach wiązki tworzą żyłki liściowe. U jednoliściennych  wiązki przewodzące są rozproszone w miękiszu zasadniczym łodygi lub tworzą kilka pierścieni w części zewnętrznej organu. Taki układ nazywane jest ataktostelą. U nagonasiennych i dwuliściennych wiązki przewodzące ułożone są najczęściej wokół rdzenia zbudowanego z tkanki miękiszowej i przedzielone taką samą tkanką. Tkanka miękiszowa pomiędzy wiązkami nazywana jest promieniami rdzeniowymi, a układ to walec osiowy typu eusteli.
W korzeniach występują zwykle wiązki promieniste (radialne), o naprzemiennym układzie drewna i łyka, rozdzielonych pasmami miękiszu. W liściach wiązki przewodzące tworzą unerwienie liścia.